# Symplocos whitfordii
Symplocos whitfordii är en tvåhjärtbladig växtart som beskrevs av August Brand. Symplocos whitfordii ingår i släktet Symplocos och familjen Symplocaceae. Inga underarter finns listade i Catalogue of Life.